# NGC 4161
NGC 4161 é uma galáxia espiral (Sc) localizada na direcção da constelação de Ursa Major. Possui uma declinação de +57° 44' 15" e uma ascensão recta de 12 horas, 11 minutos e 32,9 segundos.
A galáxia NGC 4161 foi descoberta em 17 de Abril de 1789 por William Herschel.